# Sinead Diver

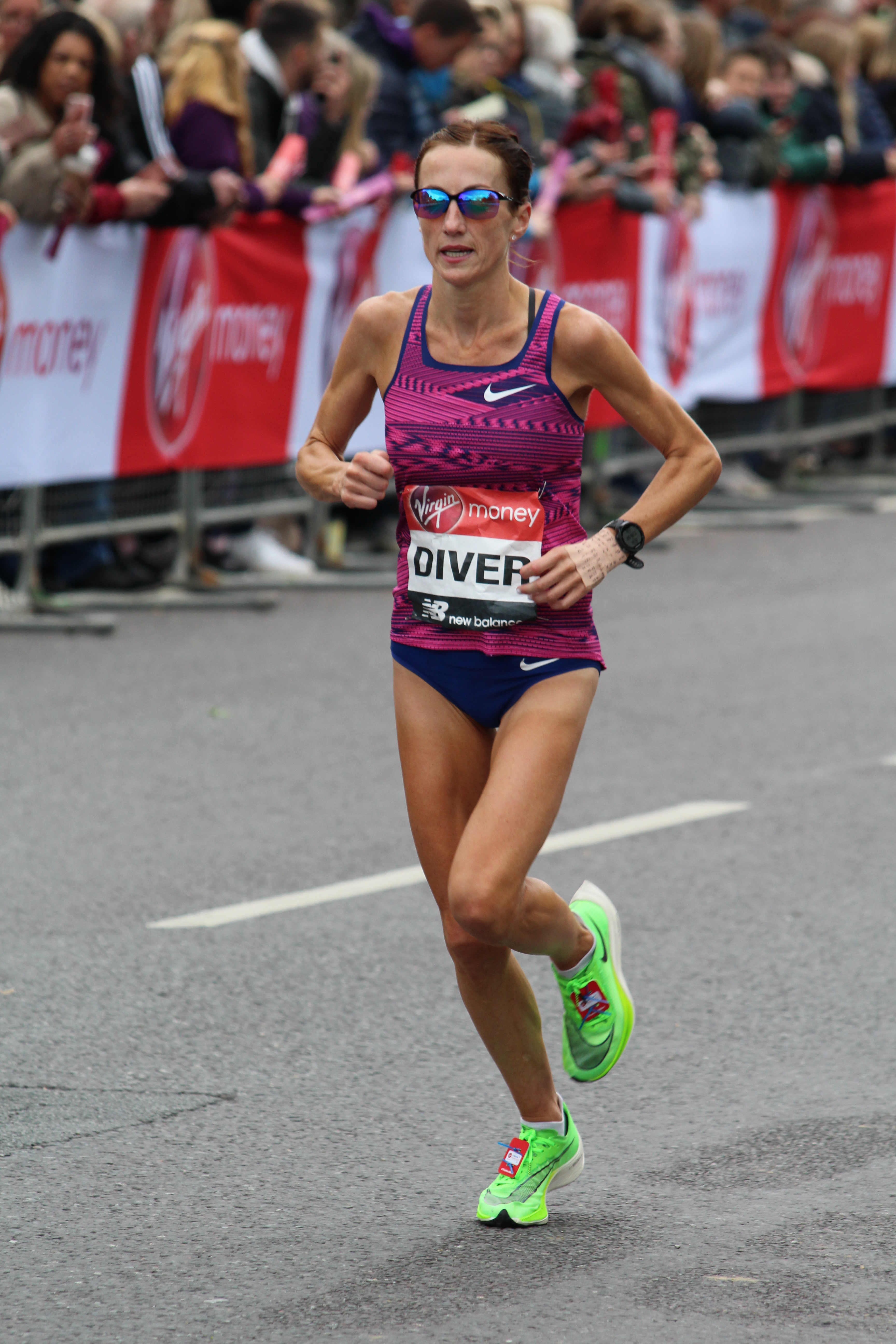
Diver beim London-Marathon 2019

Sinead Diver (* 17. Februar 1977 in Béal an Mhuirthead, Irland) ist eine australische Langstreckenläuferin irischer Herkunft.

## Karriere
Diver wuchs in ihrer Heimatstadt auf und studierte an der Universität Limerick Informatik und Sportwissenschaft.
Diver wurde in der Grafschaft Mayo in Irland geboren und siedelte im Alter von 25 Jahren nach Melbourne in Australien um. Erst mit 32 Jahren begann sie nach der Geburt ihres ersten Kindes mit dem Lauftraining. Vier Jahre später lief sie am 12. Oktober 2014 den Melbourne-Marathon in 2:34:15 h und erfüllte damit die Qualifikationsnorm für die Leichtathletik-Weltmeisterschaften 2015 in Peking. Allerdings verschärfte der irische Verband seine nationale Norm auf 2:33:30 h, so dass Diver stattdessen das Angebot annahm, für ihre Wahlheimat Australien zu starten. In Peking belegte sie in 2:36:38 h den 21. Platz von insgesamt 67 Teilnehmerinnen. Eine Knieverletzung verhinderte im folgenden Jahr ihre Teilnahme an den Olympischen Spielen 2016 in Rio de Janeiro.
Beim Nagoya-Marathon am 12. März 2017 wurde Diver Zehnte und steigerte ihre Bestleistung auf 2:31:37 h. Im August desselben Jahres nahm sie an den Leichtathletik-Weltmeisterschaften 2017 in London am Marathon teil und belegte in 2:33:26 h den 20. Platz von 92 Teilnehmerinnen. Zum Saisonabschluss wurde sie beim Saitama-Marathon in 2:33:00 h Siebte.
2018 wurde Diver australische Meisterin im Halbmarathon. Im Oktober gewann sie den Melbourne-Marathon und steigerte ihre persönliche Bestleistung auf 2:25:19 h. Eine weitere Steigerung auf 2:24:11 h gelang ihr 2019 beim London-Marathon, bei dem sie Siebte wurde. Bei den Ozeanienmeisterschaften im australischen Townsville siegte sie im 10.000-Meter-Lauf. Über dieselbe Distanz erreichte sie bei den Leichtathletik-Weltmeisterschaften 2019 in Doha in persönlicher Bestleistung von 31:25,49 min den 14. Platz von 68 Teilnehmerinnen. Den New-York-City-Marathon im November desselben Jahres beendete sie in 2:26:23 h als Fünfte.
Beim Valencia-Marathon stellte sie 2022 mit 2:21:34 h im Alter von 45 Jahren einen neuen australischen Rekord auf. Bei den Olympischen Sommerspielen 2024 musste Diver aufgrund von Krämpfen nach nur anderthalb Kilometern aufgeben.
Diver ist verheiratet und hat zwei Kinder.

## Persönliche Bestleistung
- 10.000-Meter-Lauf: 31:25,49 min, Doha, 28. September 2019
- Halbmarathon: 1:08:50 h, Marugame, 2. Februar 2020
- Marathon: 2:24:11 h, London, 28. April 2019